# Oreophryne clamata
Oreophryne clamata és una espècie de granota que viu a Indonèsia.